# Želod (Strniša)
Želod je pesniška zbirka Gregorja Strniše, ki je izšla leta 1972, pri založbi Obzorja.